# Kanátyo Pataxó
Kanátyo Pataxó, também conhecido por Salvino dos Santos Braz, é um educador, escritor, compositor e líder indígena brasileiro, de etnia pataxó. É considerado um dos pioneiros no resgate da língua e dos costumes pataxós, a partir da década de 1980.

## Biografia
Nascido na aldeia Barra Velha, Caraíva, Kanátyo Pataxó relata que desde criança se interessou em pesquisar as "coisas da natureza" e a cultura do seu povo. Nos anos de 1960 e 1970, os pataxós do sul da Bahia ainda estavam se recuperando do que chamam de "Fogo de 51", quando foram vítimas de um massacre provocado por disputa de terras, e iniciaram uma diáspora que duraria décadas.
Em 1980, nova demarcação de terras efetuada pela FUNAI, por pressão do regime militar, aumentou as tensões na região e, quatro anos depois, resultou na partida de Kanátyo Pataxó e seu grupo para a Terra Indígena Fazenda Guarani, em Carmésia, Minas Gerais. Ali, onde já estavam assentados outros grupos pataxós, os recém-chegados tiveram uma adaptação difícil por serem considerados mais tradicionalistas, o que os levou a mudarem-se novamente, desta vez para a aldeia Muã Mimatxi em Itapecerica, centro-oeste mineiro.
Em Muã Mimatxi, Kanátyo desenvolveu o projeto "A Caminho do Mar", um trabalho de intercâmbio cultural entre os pataxós de Minas Gerais e os de Barra Velha e aldeias próximas, no sul da Bahia. Em 2007, a iniciativa recebeu o Prêmio Culturas Indígenas, uma iniciativa do MinC e da Petrobras.
O trabalho de resgate da língua pataxó, realizado por Kanátyo, resultou na gravação de um CD em 2012, onde ele canta músicas (em português, embora também tenha composto em pataxó). Todavia, é de se notar que para Kanátyo, a "verdadeira" língua pataxó seria a maxacali, do mesmo tronco linguístico Macro-jê.
Kanátyo é licenciado pelo Curso de Formação Intercultural para Educadores Indígenas, da Universidade Federal de Minas Gerais (FAE/UFMG). Em 2023, recebeu um título de Doutor em Educação por Notório saber, da mesma instituição federal de ensino superior.

## Obras
- Txopai e Itôhã (1997)